# انتخابات پارلمانی مولداوی (۲۰۲۱)
انتخابات پارلمانی مولداوی (انگلیسی: 2021 Moldovan parliamentary election) این انتخابات زودهنگام در ۱۱ ژوئیه ۲۰۲۱ در مولداوی برگزار شد. پس از استعفای یوآن کیکو حامی روسیه، پست نخست‌وزیری خالی ماند و مجلس موظف شد ظرف سه ماه دولت جدید را تشکیل دهد. به موجب قانون اساسی پس از انقضا دوره دو تلاش ناموفقی پارلمان برای تصویب کابینه‌های پیشنهادی انجام گرفت و نهایتاً در ۱۵ آوریل دادگاه قانون اساسی حکم به تأمین شرایط توجیه انحلال پارلمان را صادر کرد. رئیس‌جمهور مایا ساند در ۲۸ آوریل فرمان انحلال پارلمان را امضا نمود و انتخابات زودهنگام پارلمان اجرایی شد.
حزب عمل و همبستگی (PAS) با کسب اکثریت ۱۱۰کرسی پارلمانی یعنی از مجموع ۱۰۱ کرسی ،۵۲٫۸۰٪ درصد آرا را به دست آورد و ۶۳ کرسی را تصاحب کرد. احزاب اتحاد کمونیست‌ها و سوسیالیست‌ها (BECS) با کسب ۲۷٫۱۷٪ آرا ۳۲ کرسی را به دست آوردند، این در حالی بود که حزب سور ۵٫۷۴٪ آرا و شش کرسی به دست آورد. هیچ حزب یا اتحاد دیگری در خلال انتخابات به کسب کرسی دست نیافت.
سازمان امنیت و همکاری اروپا (OSCE) انتخابات را با وجود عدم رسیدگی کافی و با توجه به اختلافات انتخاباتی و مسائل مالی مبارزات انتخاباتی، به‌خوبی اداره کرد. کشورهای مشترک المنافع (CIS) متذکر شدند که انتخابات برگزارش شده مطابق با الزامات قانون انتخابات انجام شده نیست. ناظران CIS هیچ تخلفی را گزارش نکردند تا بتواند نتایج انتخابات را تحت تأثیر قرار دهد.

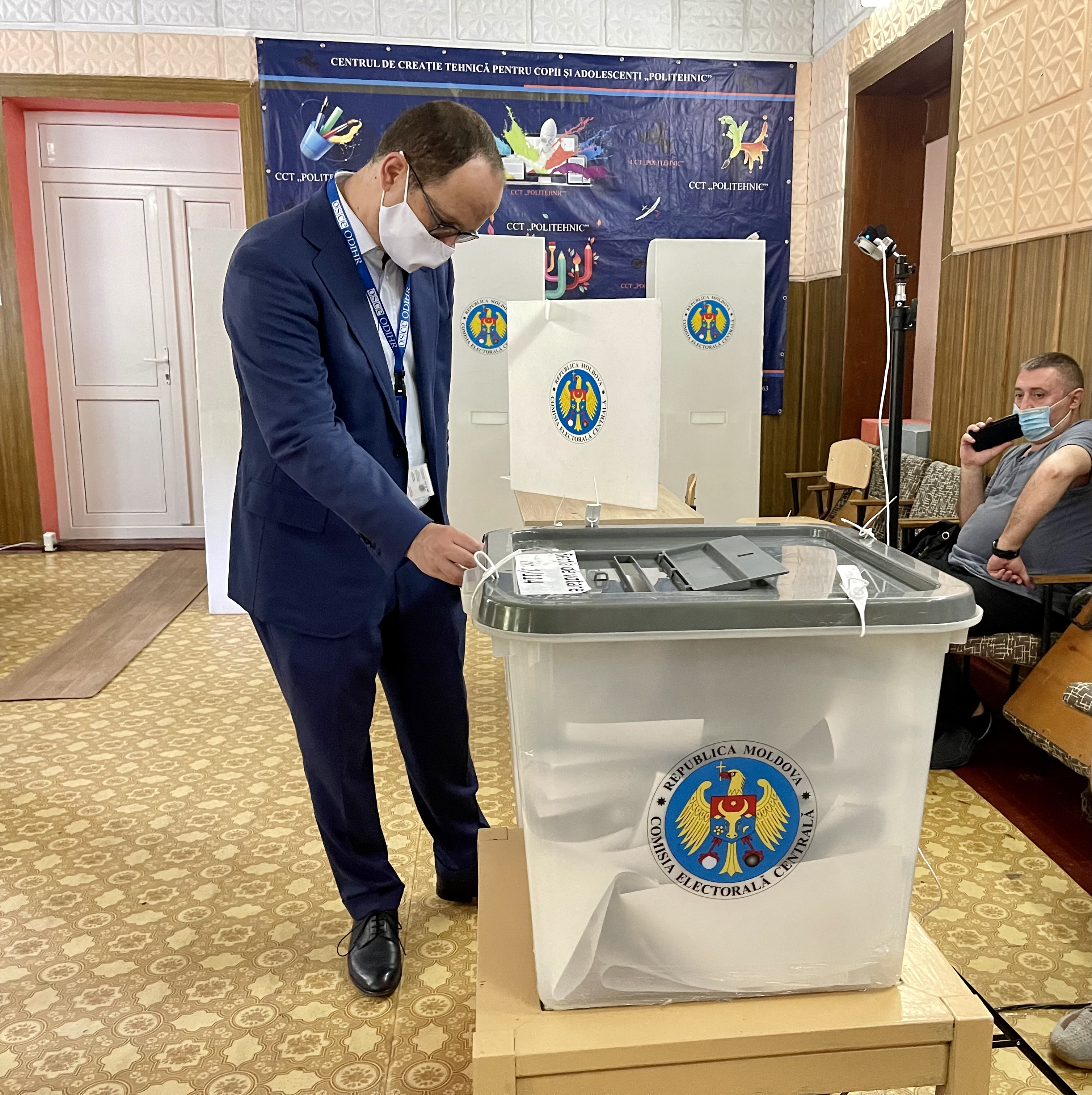
هماهنگ‌کننده ویژه سازمان امنیت و همکاری اروپا، دیتمیر بوشاتی، در حال مشاهده رویه‌های انتخاباتی در کیشیناو

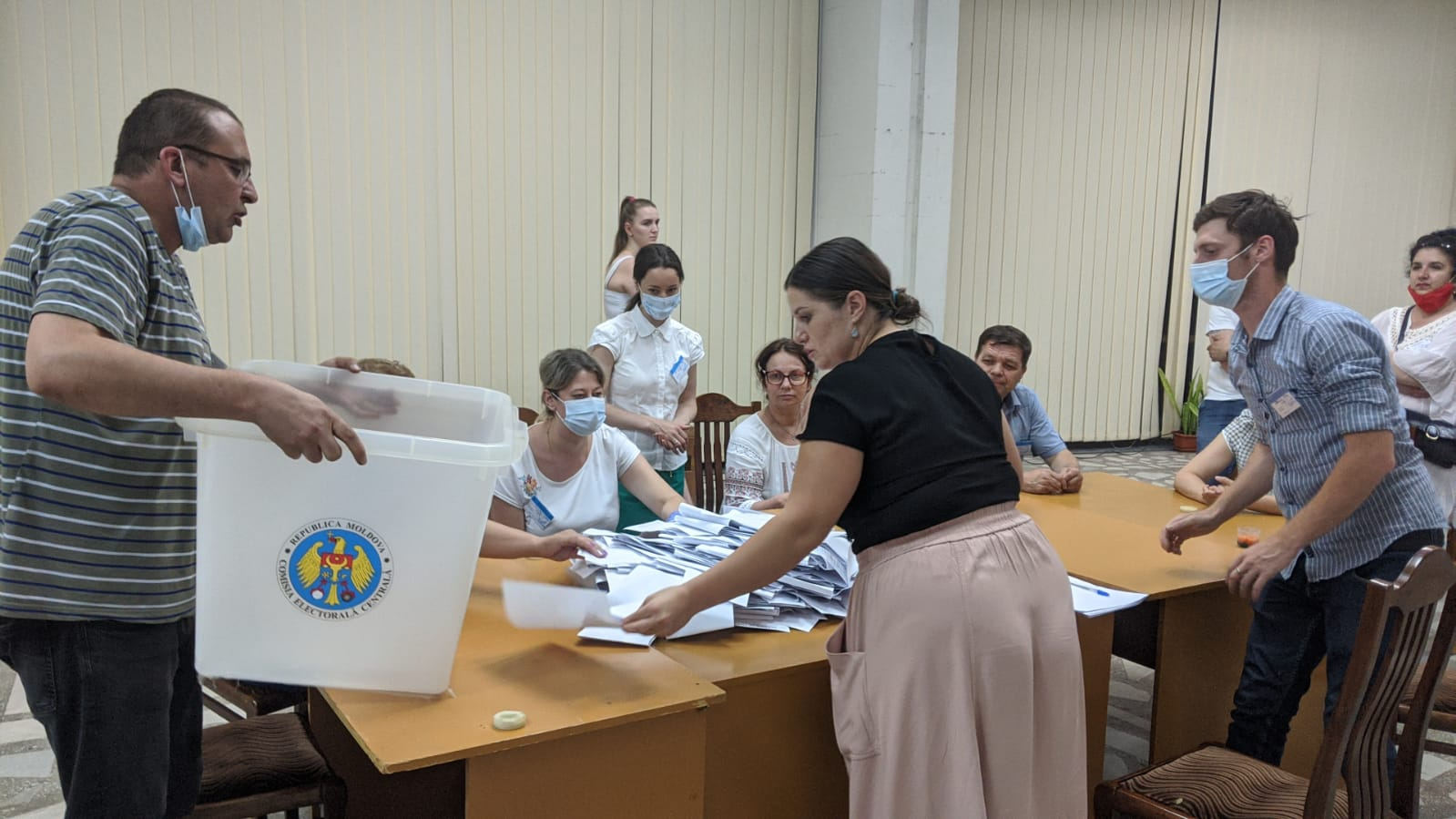
تعطیلی شعبه رای‌گیری در کیشیناو